# Pinkpop 2015
Pinkpop 2015 vond plaats van vrijdag 12 tot en met zondag 14 juni. Net als in 2008, 2010 en 2013 werd het festival ook in 2015 niet met Pinksteren gehouden, maar drie weken later. Het was de 46e editie van het Nederlands muziekfestival Pinkpop en de 28e in Landgraaf.

## Perspresentatie
De bekendmaking van het complete programma vond plaats tijdens de traditionele perspresentatie in poptempel Paradiso te Amsterdam op woensdag 25 februari. De kaartverkoop startte op zaterdag 28 februari 2015. Binnen een uur waren zowel de weekend- als de zaterdagkaarten uitverkocht. De volgende dag waren er ook geen tickets meer te krijgen voor de zondag.

## Tijdschema

### Vrijdag 12 juni
| Tijd  | Mainstage                                | 3FM Stage                                  | Brand Bier Stage                     | Stage 4                              | Garden Of Love                       |
| ----- | ---------------------------------------- | ------------------------------------------ | ------------------------------------ | ------------------------------------ | ------------------------------------ |
| 15:30 |                                          |                                            | Jick Munro & The Amazing Laserbeams  |                                      |                                      |
| 15:45 |                                          |                                            | Jick Munro & The Amazing Laserbeams  |                                      |                                      |
| 16:00 |                                          |                                            | Jick Munro & The Amazing Laserbeams  |                                      |                                      |
| 16:15 | Body Count ft. Ice-T                     |                                            |                                      |                                      |                                      |
| 16:30 | Body Count ft. Ice-T                     | Coasts                                     |                                      |                                      |                                      |
| 16:45 | Body Count ft. Ice-T                     | Coasts                                     |                                      |                                      |                                      |
| 17:00 | Body Count ft. Ice-T                     | Coasts                                     | Anna Rune                            |                                      |                                      |
| 17:15 |                                          | Shaka Ponk                                 | Anna Rune                            | Paloma Faith                         |                                      |
| 17:30 |                                          | Shaka Ponk                                 |                                      | Paloma Faith                         |                                      |
| 17:45 |                                          | Shaka Ponk                                 |                                      | Paloma Faith                         |                                      |
| 18:00 |                                          | Shaka Ponk                                 |                                      | Paloma Faith                         |                                      |
| 18:15 | George Ezra                              |                                            |                                      | Aurora                               |                                      |
| 18:30 | George Ezra                              |                                            |                                      | Aurora                               |                                      |
| 18:45 | George Ezra                              |                                            |                                      | Aurora                               |                                      |
| 19:00 | George Ezra                              |                                            |                                      |                                      |                                      |
| 19:15 |                                          | Faith No More                              | Gavin James                          |                                      |                                      |
| 19:30 | Anna Rune                                | Faith No More                              | Gavin James                          |                                      |                                      |
| 19:45 | Anna Rune                                | Faith No More                              | Gavin James                          |                                      |                                      |
| 20:00 |                                          | Faith No More                              | Gavin James                          |                                      |                                      |
| 20:15 | Elbow                                    |                                            |                                      | Pop Evil                             |                                      |
| 20:30 | Elbow                                    |                                            |                                      | Pop Evil                             |                                      |
| 20:45 | Elbow                                    |                                            |                                      | Pop Evil                             |                                      |
| 21:00 | Elbow                                    |                                            |                                      | Pop Evil                             |                                      |
| 21:15 |                                          | Slash ft. Myles Kennedy & The Conspirators | Above & Beyond                       |                                      |                                      |
| 21:30 | Dj’S Waxfiend & Prime Ft. Jebroer & Adje | Slash ft. Myles Kennedy & The Conspirators | Above & Beyond                       |                                      |                                      |
| 21:45 | Dj’S Waxfiend & Prime Ft. Jebroer & Adje | Slash ft. Myles Kennedy & The Conspirators | Above & Beyond                       |                                      |                                      |
| 22:00 | Dj’S Waxfiend & Prime Ft. Jebroer & Adje | Slash ft. Myles Kennedy & The Conspirators | Above & Beyond                       |                                      |                                      |
| 22:15 | Dj’S Waxfiend & Prime Ft. Jebroer & Adje | Muse                                       |                                      |                                      |                                      |
| 22:30 | Dj’S Waxfiend & Prime Ft. Jebroer & Adje | Muse                                       |                                      |                                      |                                      |
| 22:45 | Dj’S Waxfiend & Prime Ft. Jebroer & Adje | Muse                                       |                                      |                                      |                                      |
| 23:00 |                                          | Muse                                       |                                      |                                      |                                      |
| 23:15 |                                          | Muse                                       |                                      |                                      |                                      |
| 23:30 | Alle optredens op deze dag afgelopen     | Alle optredens op deze dag afgelopen       | Alle optredens op deze dag afgelopen | Alle optredens op deze dag afgelopen | Alle optredens op deze dag afgelopen |

### Zaterdag 13 juni
| Tijd  | Mainstage                            | 3FM Stage                            | Brand Bier Stage                     | Stage 4                              | Garden Of Love                       |
| ----- | ------------------------------------ | ------------------------------------ | ------------------------------------ | ------------------------------------ | ------------------------------------ |
| 14:00 |                                      | The Last Internationale              | Gaz Coombes                          |                                      |                                      |
| 14:15 |                                      | The Last Internationale              | Gaz Coombes                          |                                      |                                      |
| 14:30 |                                      | The Last Internationale              | Gaz Coombes                          |                                      |                                      |
| 14:45 | The Wombats                          |                                      |                                      | Causes                               |                                      |
| 15:00 | The Wombats                          |                                      |                                      | Causes                               |                                      |
| 15:15 | The Wombats                          |                                      |                                      | Causes                               |                                      |
| 15:30 |                                      | Jonathan Jeremiah                    | Magic!                               |                                      |                                      |
| 15:45 |                                      | Jonathan Jeremiah                    | Magic!                               |                                      |                                      |
| 16:00 |                                      | Jonathan Jeremiah                    | Magic!                               |                                      |                                      |
| 16:15 | Dotan                                |                                      |                                      | Twin Atlantic                        |                                      |
| 16:30 | Dotan                                |                                      |                                      | Twin Atlantic                        |                                      |
| 16:45 | Dotan                                |                                      |                                      | Twin Atlantic                        |                                      |
| 17:00 | Dotan                                |                                      |                                      | Twin Atlantic                        |                                      |
| 17:15 |                                      | Selah Sue                            | John Coffey                          |                                      |                                      |
| 17:30 | Judy Blank                           | Selah Sue                            | John Coffey                          |                                      |                                      |
| 17:45 | Judy Blank                           | Selah Sue                            | John Coffey                          |                                      |                                      |
| 18:00 |                                      | Selah Sue                            | John Coffey                          |                                      |                                      |
| 18:15 | Anouk                                |                                      |                                      | East Cameron Folkcore                |                                      |
| 18:30 | Anouk                                |                                      |                                      | East Cameron Folkcore                |                                      |
| 18:45 | Anouk                                |                                      |                                      | East Cameron Folkcore                |                                      |
| 19:00 | Anouk                                |                                      |                                      | East Cameron Folkcore                |                                      |
| 19:15 |                                      | Kensington                           | Sheppard                             |                                      |                                      |
| 19:30 |                                      | Kensington                           | Sheppard                             |                                      |                                      |
| 19:45 |                                      | Kensington                           | Sheppard                             |                                      |                                      |
| 20:00 | Judy Blank                           | Kensington                           | Sheppard                             |                                      |                                      |
| 20:15 | Judy Blank                           | The Script                           |                                      |                                      | Lonely The Brave                     |
| 20:30 |                                      | The Script                           |                                      |                                      | Lonely The Brave                     |
| 20:45 |                                      | The Script                           |                                      |                                      | Lonely The Brave                     |
| 21:00 |                                      | The Script                           |                                      |                                      | Lonely The Brave                     |
| 21:15 |                                      | Avicii                               | Eagles of Death Metal                |                                      |                                      |
| 21:30 | Joost van Bellen                     | Avicii                               | Eagles of Death Metal                |                                      |                                      |
| 21:45 | Joost van Bellen                     | Avicii                               | Eagles of Death Metal                |                                      |                                      |
| 22:00 | Joost van Bellen                     | Avicii                               | Eagles of Death Metal                |                                      |                                      |
| 22:15 | Joost van Bellen                     | Robbie Williams                      |                                      |                                      |                                      |
| 22:30 | Joost van Bellen                     | Robbie Williams                      |                                      |                                      |                                      |
| 22:45 | Joost van Bellen                     | Robbie Williams                      |                                      |                                      |                                      |
| 23:00 |                                      | Robbie Williams                      |                                      |                                      |                                      |
| 23:15 |                                      | Robbie Williams                      |                                      |                                      |                                      |
| 23:30 | Alle optredens op deze dag afgelopen | Alle optredens op deze dag afgelopen | Alle optredens op deze dag afgelopen | Alle optredens op deze dag afgelopen | Alle optredens op deze dag afgelopen |

### Zondag 14 juni
| Tijd  | Mainstage                            | 3FM Stage                            | Brand Bier Stage                     | Stage 4                              | Garden Of Love                       |
| ----- | ------------------------------------ | ------------------------------------ | ------------------------------------ | ------------------------------------ | ------------------------------------ |
| 13:00 |                                      | Kitty, Daisy & Lewis                 | Urbanus & De Fanfaar                 |                                      |                                      |
| 13:15 |                                      | Kitty, Daisy & Lewis                 | Urbanus & De Fanfaar                 |                                      |                                      |
| 13:30 |                                      | Kitty, Daisy & Lewis                 | Urbanus & De Fanfaar                 |                                      |                                      |
| 13:45 | Frank Turner and the Sleeping Souls  |                                      |                                      | The Deaf                             |                                      |
| 14:00 | Frank Turner and the Sleeping Souls  |                                      |                                      | The Deaf                             |                                      |
| 14:15 | Frank Turner and the Sleeping Souls  |                                      |                                      | The Deaf                             |                                      |
| 14:30 |                                      | Typhoon                              | Nick Mulvey                          |                                      |                                      |
| 14:45 |                                      | Typhoon                              | Nick Mulvey                          |                                      |                                      |
| 15:00 |                                      | Typhoon                              | Nick Mulvey                          |                                      |                                      |
| 15:15 |                                      | Typhoon                              | Nick Mulvey                          |                                      |                                      |
| 15:30 |                                      |                                      |                                      |                                      |                                      |
| 15:45 | Triggerfinger                        | Peace                                |                                      |                                      |                                      |
| 16:00 | Triggerfinger                        | Peace                                |                                      |                                      |                                      |
| 16:15 | Triggerfinger                        | Peace                                |                                      |                                      |                                      |
| 16:30 | Triggerfinger                        |                                      |                                      |                                      |                                      |
| 16:45 |                                      | Counting Crows                       | Oscar and the Wolf                   |                                      |                                      |
| 17:00 | PollyAnna                            | Counting Crows                       | Oscar and the Wolf                   |                                      |                                      |
| 17:15 | PollyAnna                            | Counting Crows                       | Oscar and the Wolf                   |                                      |                                      |
| 17:30 |                                      | Counting Crows                       | Oscar and the Wolf                   |                                      |                                      |
| 17:45 | De Jeugd van Tegenwoordig            |                                      |                                      |                                      |                                      |
| 18:00 | De Jeugd van Tegenwoordig            |                                      |                                      |                                      |                                      |
| 18:15 | De Jeugd van Tegenwoordig            |                                      |                                      |                                      |                                      |
| 18:30 | De Jeugd van Tegenwoordig            |                                      |                                      |                                      |                                      |
| 18:45 |                                      | Rise Against                         | Kovacs                               |                                      |                                      |
| 19:00 |                                      | Rise Against                         | Kovacs                               |                                      |                                      |
| 19:15 |                                      | Rise Against                         | Kovacs                               |                                      |                                      |
| 19:30 | PollyAnna                            | Rise Against                         | Kovacs                               |                                      |                                      |
| 19:45 | PollyAnna                            | OneRepublic                          |                                      |                                      | Ewert and The Two Dragons            |
| 20:00 |                                      | OneRepublic                          |                                      |                                      | Ewert and The Two Dragons            |
| 20:15 |                                      | OneRepublic                          |                                      |                                      | Ewert and The Two Dragons            |
| 20:30 |                                      | OneRepublic                          |                                      |                                      | Ewert and The Two Dragons            |
| 20:45 |                                      | Placebo                              | Fiddler's Green                      |                                      |                                      |
| 21:00 | Willie Wartaal & Doppelgang          | Placebo                              | Fiddler's Green                      |                                      |                                      |
| 21:15 | Willie Wartaal & Doppelgang          | Placebo                              | Fiddler's Green                      |                                      |                                      |
| 21:30 | Willie Wartaal & Doppelgang          | Placebo                              | Fiddler's Green                      |                                      |                                      |
| 21:45 | Willie Wartaal & Doppelgang          |                                      |                                      |                                      |                                      |
| 22:00 | Willie Wartaal & Doppelgang          | Pharrell Williams                    |                                      |                                      |                                      |
| 22:15 | Willie Wartaal & Doppelgang          | Pharrell Williams                    |                                      |                                      |                                      |
| 22:30 | Willie Wartaal & Doppelgang          | Pharrell Williams                    |                                      |                                      |                                      |
| 22:45 | Willie Wartaal & Doppelgang          | Pharrell Williams                    |                                      |                                      |                                      |
| 23:00 |                                      | Pharrell Williams                    |                                      |                                      |                                      |
| 23:15 |                                      | Pharrell Williams                    |                                      |                                      |                                      |
| 23:30 | Alle optredens op deze dag afgelopen | Alle optredens op deze dag afgelopen | Alle optredens op deze dag afgelopen | Alle optredens op deze dag afgelopen | Alle optredens op deze dag afgelopen |

## Afzeggingen
Sam Smith moest wegens stemproblemen zijn optredens in mei en juni, waaronder dat op Pinkpop, annuleren. Op 20 mei werd Placebo als vervanger aangekondigd. Ook de Foo Fighters zegden hun optreden op het laatste moment noodgedwongen af, omdat frontman Dave Grohl de vrijdag ervoor bij een val zijn been brak. Hierdoor schoof Pharrell Williams door als headliner en versterkte de Belgische formatie Triggerfinger de line-up op deze laatste dag.